# ダンカン・ジェイムス

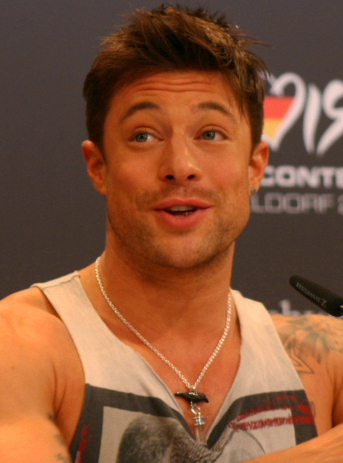
ダンカン・ジェイムス

ダンカン・ジェイムス（Duncan James、1978年4月7日 - ）は、ソールズベリー出身のイギリス人歌手、俳優。人気グループ、ブルーのメンバー。

## 来歴
生まれる前にダンカンの父親は家族を見捨て、ダンカン自身は母親と代父に育てられた。祖父が音楽の先生をしていたドーセットにある学校で音楽を学び、15歳の時から演劇活動も始める。2007年7月28日にBBCのラジオ番組、ラジオ5で1930年代にアーセナルFCのマネージャーであったハーバート・チャップマンのひ孫であると公にした。

## デビュー
2000年の初め、リー・ライアン、サイモン・ウェブ、アントニー・コスタと共にブルーを結成し、歌手として活動を始める。UKではもちろんのこと、ポルトガル、イタリア、アメリカ、オーストラリア、ニュージーランドでも人気があり、フランス語やイタリア語バージョンの曲もある。2001年5月にデビューシングル、"All Rise"をリリースし、2004年の"Curtain Falls"を最後にリリースするまで、11枚のUKチャートトップ10シングルを記録、そのうち3枚は同チャート1位を獲得している。

## ソロ活動
2004年10月にイギリス人歌手、キーディーとコラボレーションした"I Believe My Heart"をリリース。日本、中国、オーストリア、イスラエル、アルメニア、イタリアでは1位を獲得した。UKチャートでは2位を記録。2006年6月には初のソロデビューを果たすが、そのデビュー曲である"Sooner Or Later"がUKチャート35位が最高であった。2006年8月21日には2枚目の"Can't Stop a River"をリリースするもののUKチャート59位、アイルランドチャート97位におわった。UKでリリースされる前にフランス、ベルギー、ドイツで先行発売されており、これらの国ではチャートにもランクインしなかった。
アルバムもUKですらランクインできず、2007年3月12日に3枚目のシングル、"Amazed"をリリースする予定であったが、キャンセルされた（イタリアではアルバムはチャート2位を記録した）。それ以降、ソロ活動を止めることを宣言しており、これがブルー再結成の噂とつながった。
2009年12月、映画『キューティ・ブロンド』の舞台版となるブロードウェイ・ミュージカル『キューティ・ブロンド』のウェスト・エンド公演に主要キャストの1人して出演した。

## 現在
現在はテレビ司会者として、また俳優、舞台俳優として活動している。

## 私生活
飛蚊症を患っている。2009年にニュース・オブ・ザ・ワールドにてバイセクシャルであることをカミングアウトした。

## ディスコグラフィ
| アルバム |
| --- |
| Future Past - 発売日:2006年6月12日 - 売上: - - チャート最高位: #55 (アイルランド), #2 (イタリア), #55 (UK), #25 (ベルギー), #68 (フランス) - シングルス: 1. "Sooner or Later" UK # 35 2. "Can't Stop a River" UK # 59 3. "Amazed" UK # - |

### シングルス
1. "I Believe My Heart" (feat. キーディー) UK # 2 , イタリア #13
2. "Sooner or Later" UK # 35 , イタリア #2
3. "Can't Stop a River" UK # 59 , イタリア #23
4. "Amazed" UK # -